# 狐茅状雪灵芝
狐茅状雪灵芝（学名：Arenaria festucoides）为石竹科无心菜属的植物。分布在尼泊尔、能工巧匠地、印度、克什米尔地区以及中国大陆的新疆、青海、西藏等地，生长于海拔2,000米至4,700米的地区，见于山坡草地，目前尚未由人工引种栽培。

## 异名
- Arenaria festucoides Benth. var. imbricata Edgew. et Hook. f.